# Marika Kōno
Marika Kōno (jap. 高野 麻里佳 Kōno Marika; ur. 22 lutego 1994 w Tokio) – japońska seiyū i piosenkarka, początkowo związana z agencją Mausu Promotion, a od 2020 roku pracująca dla Aoni Production. Jako seiyū zadebiutowała w 2013 roku, dwa lata później zagrała zaś swoją pierwszą główną rolę jako Rin Kohana w serialu anime Sore ga seiyū!. Wraz z innymi członkami głównej obsady anime, należy do grupy muzycznej Earphones. Znana jest z ról Yui Nakajimy w Hinako Note, Yuminy Urnei Belfast w Isekai wa Smartphone to tomo ni i Silence Suzuki w Uma Musume Pretty Derby.

## Biografia
Marika Kōno urodziła się w 22 lutego 1994 w Tokio. Jest drugą z trzech sióstr, a jej starsza siostra Rina jest tancerką. Już jako dziecko lubiła czytać na głos podczas zajęć w szkole podstawowej. Aktorstwem głosowym zainteresowała się podczas oglądania anime. Po tym, jak dowiedziała się, że postacie Pikachu z Pokémon i Choppera z One Piece były dubbingowane przez tę samą osobę, Ikue Ōtani, Kōno zaczęła aspirować do zostania seiyū.
Po rozpoczęciu nauki w szkole średniej, dołączyła do szkolnego klubu aktorstwa głosowego, gdzie uczyła się o występach seiyū. Brała również udział w innych zajęciach, takich jak gra w koszykówkę. Po ukończeniu liceum zapisała się do szkoły szkoleniowej prowadzonej przez Yoyogi Animation Academy. W 2014 ukończyła studia i jeszcze w tym samym roku związała się z agencją Mausu Promotion.
Kōno rozpoczęła swoją karierę grając niewielkie role w seriach takich jak Aikatsu!, Log Horizon i Rail Wars!. Następnie zagrała role Utako Uty i Pakuko w serialu Chikasugi Idol Akae-chan, co było również pierwszym razem, kiedy wykonywała piosenkę w anime. W następnym roku została obsadzona w swojej pierwszej głównej roli jako Rin Kohana w anime Sore ga seiyū!. Wraz z innymi członkami głównej obsady, Rie Takahashi i Yuki Nagaku, utworzyła grupę muzyczną Earphones. Została również członkinią grupy idolek Team Ohenro.
W 2017 roku Kōno wcieliła się w role Yui Nakajimy w Hinako Note oraz Yuminy Urnei Belfast w Isekai wa Smartphone to tomo ni. Ogłoszono również, że będzie podkładać głos pod postać Silence Suzuki w multimedialnej franczyzie Uma Musume Pretty Derby. W 2018 roku wcieliła się w rolę Sat-chan w Mitsuboshi Colors, oraz ponownie zagrała rolę Silence Suzuki w anime Uma Musume Pretty Derby.
1 października 2020 przeniosła się do agencji Aoni Production.
24 lutego 2020 zadebiutowała jako solowa piosenkarka pod szyldem Nippon Columbia wydając swój pierwszy singiel zatytułowany „Yume mitai, demo yume janai” (jap. 夢みたい、でも夢じゃない).
1 listopada 2022 agencja Aoni Production poinformowała, że w połowie października 2022 roku u Mariki Kōno zdiagnozowano zaburzenia adaptacyjne. Z tego powodu jej zaplanowane aktywności zostały ograniczone zgodnie z zaleceniami agencji, aby nadać priorytet jej leczeniu.

## Filmografia

### Seriale anime
2014
- Aikatsu! – dziewczyna[9]
- Chikasugi Idol Akae-chan – Utako Uta, Pakuko[5]
- Log Horizon 2 – Shimai Momoiro (odc. 7), Kurinon (odc. 21, 24–25)[9]
- Ohenro: Hachihachi aruki – Megumi[11]
- Rail Wars! – Kaori (odc. 3), Nami Jōgasaki (odc. 4)
- Shōnen Hollywood: Holly Stage for 49 – Riko Yasuda[9]

2015
- Rakudai kishi no Cavalry – uczennica, dziewczyna[5]
- Kulinarne pojedynki – dziewczyna z działu obsługi D (odc. 14)
- Gochūmon wa usagi desu ka? – członkini klubu C (odc. 10)
- Mikagura gakuen kumikyoku – przyjaciółka
- Overlord – Nemu Emmot
- Prison School – kobieta (odc. 3)
- Sore ga seiyū! – Rin Kohana[10]
- Show by Rock!! – Shibarin
- Grisaia no kajitsu – siostra Danny’ego
- Arslan senki – córka kupca (odc. 9)
- Valkyrie Drive: Mermaid – E9
- Twoje kwietniowe kłamstwo – uczennica

2016
- Flip Flappers – Nyunyu
- Phantasy Star Online 2 The Animation – Marika
- Re:Zero – Petra Leyte
- Shakunetsu no takkyū musume – Hanabi Tenka
- Show by Rock!!# – Shibarin
- The Disastrous Life of Saiki K. – Maimai (odc. 20)

2017
- Akiba’s Trip: The Animation – Niwaka Denkigai[18]
- Hinako Note – Yua Nakajima[12]
- Isekai wa Smartphone to tomo ni – Yumina Urnea Belfast[13]

2018
- Mitsuboshi Colors – Sat-chan[15]
- Slow Start – Sachi Tsubakimori[19]
- Uma Musume Pretty Derby – Silence Suzuka[14]

2019
- Azur Lane – Siren Purifier[20]
- Hōkago saikoro Club – Aya Takayashiki[21]
- Kono yūsha ga ore TUEEE kuse ni shinchō sugiru – Nina[22]
- Granbelm – Claire Fugo[23]
- Uchi no ko no tame naraba, ore wa moshikashitara maō mo taoseru kamo shirenai. – Sylvia[24]
- No Guns Life – Scarlett Gosling[25]
- Bokutachi wa benkyō ga dekinai – Mizuki Yuiga

2020
- Kami-tachi ni hirowareta otoko – Miya[26]
- Digimon Adventure – Mimi Tachikawa
- Mewkledreamy – Nene
- Re:Zero sezon 2 – Petra Leyte
- Murenase! Seton gakuen – Shiho Ihara

2021
- D_Cide Traumerei the Animation – Eri Ibusaki[27]
- Eden – Sara Grace[28]
- Scarlet Nexus – Tsugumi Nazar[29]
- Uma Musume Pretty Derby sezon 2 – Silence Suzuka[30]

2022
- Yūsha Party wo tsuihou sareta Beast Tamer, saikyōshu no nekomimi shōjo to deau – Nina[31]
- Kono Healer, mendokusai – recepcjonistka[32]
- Kunoichi Tsubaki no mune no uchi – Hinagiku[33]
- Renai Flops – Karin Istel[34]
- Kōkyū no karasu – Jiujiu[35]

2023
- Kami-tachi ni hirowareta otoko sezon 2 – Miya
- Isekai wa Smartphone to tomo ni sezon 2 – Yumina Urnea Belfast[36]
- Onii-chan wa oshimai! – Mahiro Oyama[37]

### Filmy anime
2013
- Bayonetta: Bloody Fate
- Hinata no aoshigure – uczennice

2015
- Wake Up, Girls! Beyond the Bottom – Noa Morina[38]

2016
- Digimon Adventure tri.- Chapter 2: Determination
- Digimon Adventure tri.- Chapter 3: Confession
- Pop in Q

### Gry wideo
2014
- Tokyo 7th Sisters – Miu Aihara[7]
- Toys Drive, Parute – Leonard[7]

2015
- Criminal Girls 2: Party Favors – Enri
- Shirohime Quest – Uwajimajō
- Zettai Geigeki Wars – Kikka[7]
- Fire Emblem Fates – Midoriko/Midori

2016
- Mary Skelter: Nightmares – Shirayukihime
- Shironeko Project – Mari

2017
- Alternative Girls – Chiho Onitsuka[7]
- Blue Reflection: Sword of the Girl Who Dances in Illusions – Yuzuki Shijou[7]
- Dead or Alive Xtreme Venus Vacation – Patty
- Yuki Yuna is a Hero: A Sparkling Flower – Hinata Uesato
- Gangan Pixies – Bītan/Usamaeru
- Samurai Warriors: Spirit of Sanada – Chacha
- Kirara Fantasia – Lamp[7]

2018
- Alice Gear Aegis – Mutsumi Koashi[39]
- Magia Record – Leila Ibuki
- Browndust – Elin
- Grimms Echoes – Gretel

2019
- Azur Lane – Hatsuharu[40]
- Azur Lane Crosswave – Siren Purifier[41]
- Fire Emblem Three Houses – Kronya
- KonoSuba: Fantastic Days – Melissa[42]

2021
- Uma Musume Pretty Derby – Silence Suzuka
- Scarlet Nexus – Tsugumi Nazar[43]
- Fate/Grand Order – Melusine
- Arknights – La Pluma
- Alchemy Stars – Maggie
- NEO: The World Ends with You – Coco Atarashi
- Samurai Warriors 5 – Mitsuki
- Pokémon Masters EX – Evelyn[44]
- Granblue Fantasy – Enyo
- Blue Archive – Amau Ako

### Live action
- Anime Supremacy! (2022) – Aoi Mureno

### Dubbing
- All Saints Street – Lily[45]